# Anna Dalassena
Anna Dalassena Comnena —Ἄννα Δαλασσηνή en grec— (c. 1025 – c. 1102) també coneguda com la Mare dels Comnens, va ser una emperadriu romana d'Orient mare de l'emperador Aleix I Comnè D'ascendència armènia per la família de la seva mare, va conservar el cognom Dalassè, per ser més il·lustre que el del seu pare (o fins i tot el del seu espòs).
Dona molt instruïda i intel·ligent, arribava sovint a la taula amb un llibre a les mans i en el curs del menjar comentava les qüestions dogmàtiques proposades pels Pares de l'Església. Li agradava sobretot parlar de filosofia i del màrtir Màxim. Mare de l'emperador romà d'Orient Aleix I Comnè, va ser regent durant els primers anys de govern del seu fill. Durant el cop d'estat d'Aleix, fou tancada al convent de Santa Eufèmia juntament amb altres dones de la seva família i el seu seguici. Va fundar juntament amb Cristòdol de Patmos el convent de Sant Joan Teòleg. El convent de Büyükada va ser el lloc d'exili de l'emperadriu.